# Airas Nunes
Airas Nunes (fl. XII-XIII secolo) è stato un chierico e trovatore del XIII secolo, nato in Galizia.
Presta servizio presso un vescovo e successivamente, tra il 1284 e il 1289, come poeta alla corte di Sancho IV di Castiglia. Della sua opera si conservano quindici composizioni, tra cui sette cantigas de amor, tre cantigas de amigo, quattro de escarnio, due bailadas e una pastorela. Nelle sue cantigas appaiono a volte citazioni di altri autori, come Dionigi del Portogallo, Alfonso X, João Zorro e Nuno Fernandes Torneol.
Si crede che possa aver collaborato nella composizione alle Cantigas de Santa Maria, di Alfonso X il Saggio.

## Opere
- Cantigas de amor (sette testi)
- Cantigas de amigo (tre testi)
- Cantigas de escárnio (quattro testi)
- Bailias (due testi)
- Pastorela (un testo)

Walter Mettmann, autore di un'edizione critica dei testi delle Cantigas de Santa Maria, ritiene che molte di queste cantigas potrebbero essere state scritte da Airas Nunes.

## Curiosità
Il cantante Zeca Afonso ha utilizzato una delle bailias di Airas Nunes, in una delle sue musiche.